# Lycée Jean-Perrin (Lyon)
Pour les articles homonymes, voir Lycée Jean-Perrin.
Le lycée Jean-Perrin est le plus ancien lycée public de la ville de Lyon après le lycée Ampère dont il a d'abord été une antenne. Situé sur le plateau de Saint-Rambert, à la frontière de Lyon et des Monts d'Or, le lycée surplombe le quartier tertiaire de l'Industrie et la Saône, non loin de l'Île-Barbe.
Le lycée Jean Perrin doit sa réputation à ses nombreuses sections européennes, binationales et internationales, mais aussi à ses Classes préparatoires aux grandes écoles scientifiques, ses Pôles sportifs Espoirs et aux élèves et enseignants prestigieux qu'il a accueillis, notamment dans son internat d'excellence.

## Histoire
L’histoire du lycée Jean-Perrin s’étend sur plus d'un siècle et demi : aux origines, le petit lycée de Saint-Rambert est construit en 1864 comme une annexe du lycée de Lyon (autrefois le lycée de la Trinité, et désormais le lycée Ampère). Il devient une annexe du lycée du Parc lors de la construction de celui-ci en 1914, et il obtient son autonomie en 1960 lors de la construction des bâtiments actuels. 

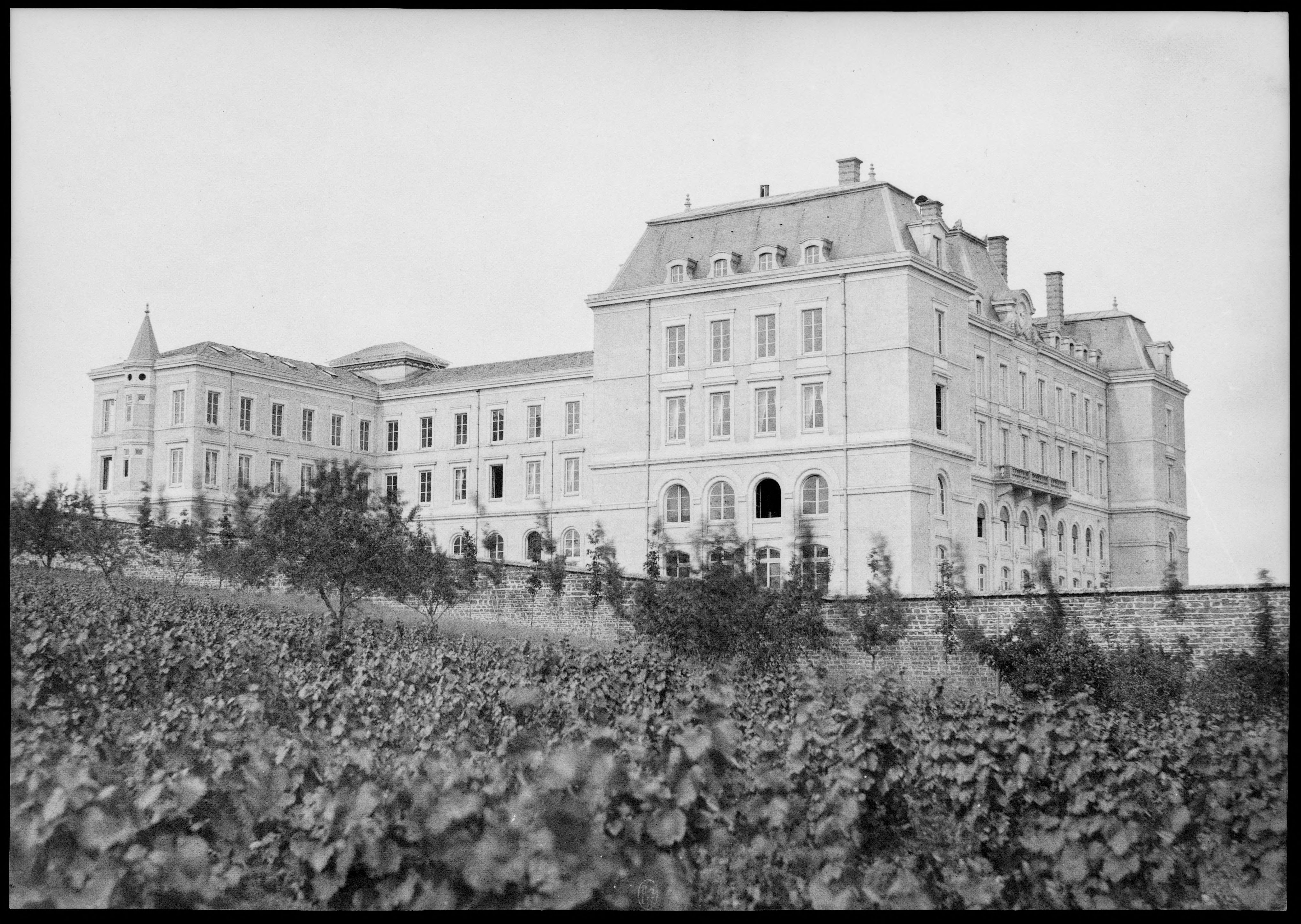
Ancien bâtiment du lycée, devenu le collège Jean Perrin depuis 1960.

Le lycée Jean-Perrin, qui porte officiellement ce nom depuis 1949, est un établissement du second degré public installé dans le 9e arrondissement de Lyon ; il y recrute ses élèves, ainsi que dans les Monts d'Or. Le lycée doit son nom au célèbre physicien Jean Perrin (1870-1942), décoré du Prix Nobel de physique, qui y fit ses études secondaires.

## Formations
Le lycée Jean Perrin scolarise 650 élèves du second degré. Il offre huit spécialités du Baccalauréat général : Mathématiques, Physique-Chimie, SVT, Sciences de l'ingénieur, Humanités Littérature et Philosophie, HGGSP, AMC et SES. Il propose également une filière technologique STMG (CFE, RHC, Mercatique).
L’ouverture à la rentrée 2019 d'une Section Internationale Britannique permet au lycée Jean Perrin de renforcer son pôle international dont l'offre comprend aussi trois sections binationales : Abibac allemand, Esabac italien  et Bachibac espagnol ; ainsi que deux sections européennes, en allemand et en espagnol.
Sur le plan sportif, le lycée Jean Perrin est depuis le milieu des années 1970 le site d'entraînement de trois pôles espoirs : handball filles et garçons, volley-ball garçons. La région AURA fait construire un nouveau gymnase à destination de ces filières pour une ouverture à la rentrée 2025.
Dans le supérieur, le lycée accueille cinq Classes préparatoires aux grandes écoles (CPGE) : deux de première année (MPSI et PCSI) et trois de deuxième année (MP, PC et PSI) pour un total d'environ 200 étudiants.

## Résultats du lycée

### Résultats au baccalauréat
En 2023, le lycée Jean Perrin a affiché un taux de réussite de 96% au Baccalauréat général et un taux de 68% de mentions AB, B et TB. Sur l'ensemble des filières, générales et STMG, le taux de réussite est de 92%, en progrès constant depuis l'instauration du nouveau baccalauréat (91% en 2022, 87% en 2021).

### Résultats des CPGE
Le classement national des classes préparatoires aux grandes écoles (CPGE) se fait en fonction du taux d'admission des élèves dans les grandes écoles. En 2023, le lycée Jean Perrin se classe 40ème sur 145 au classement de L'Étudiant des MP qui intègrent le plus d'élèves sur un panel de 27 Grandes écoles.

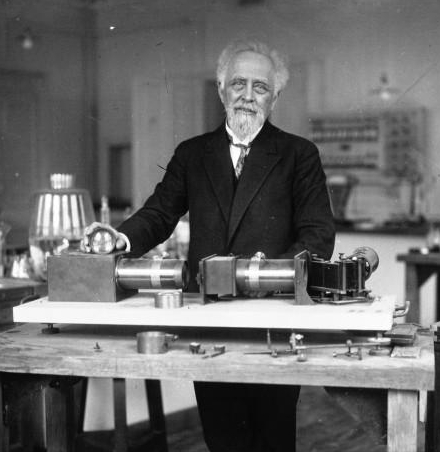
Jean Perrin, prix Nobel de physique en 1926. Il est panthéonisé en 1948.

## Personnalités liées
- Jean Perrin (1870-1942), physicien de l’Académie des sciences, prix Nobel, ancien élève.
- Jacques Filleul (1924-2017), musicologue, espérantiste, ancien enseignant de musique[8].
- Jacques Toubon (né en 1941), défenseur des droits, ministre de la culture et de la justice, ancien élève[9].
- Gérard Collomb (1947-2023), sénateur-maire de Lyon, ministre de l'intérieur, ancien enseignant de lettres classiques.
- Anne-Marie Descôtes (née en 1959), diplomate, ambassadrice de France, ancienne élève.
- Anne Hidalgo (née en 1959), maire de Paris, ancienne élève.
- Jean-Pierre Améris (né en 1961), réalisateur de film, ancien élève.
- Bérengère Krief (née en 1983), humoriste, comédienne, ancienne élève.
- Blandine Dancette (née en 1988), joueuse de handball, championne du monde 2017, ancienne élève.
- Capucine Anav (née en 1991), chroniqueuse et présentatrice TV, ancienne élève.
- Laurent de La Clergerie (né en 1970), fondateur et président du directoire du Groupe LDLC, ancien élève.
- Chaton / Siméo / Petit-Coeur (né en 1983), chanteur, musicien, auteur, compositeur, interprète, ancien élève.